# Frédéric Chouraki

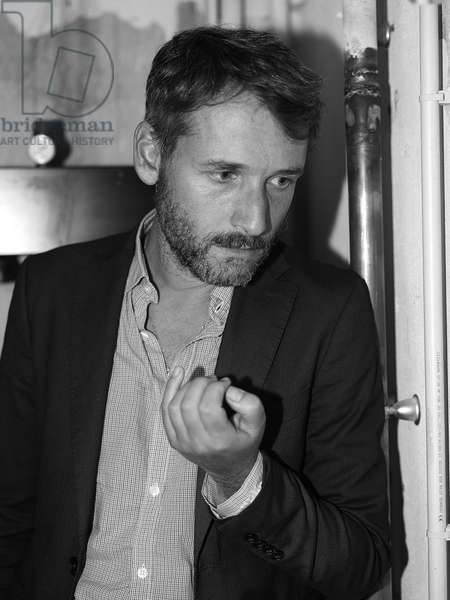
photo de l'auteur Frédéric Chouraki

Frédéric Chouraki, né le 4 janvier 1972 à Paris, est un écrivain français.

## Romans
- Ces corps vides, Le Dilettante (1999)
- Aux Antipodes, Le Dilettante (2001)
- Jacob Stein ou de l'inconvénient d'être juif quand on est blond aux yeux verts, Le Dilettante (2002)[1]
- L'Hôte, Fayard, (2007)[2]
- Ginsberg et moi, Le Seuil (2008)[3]
- La Guerre du Kippour, Le Dilettante (2010)[4]
- La Loi du plus fort, Denoël (2011)[5],[6]
- Un aller pour Winnipeg, Fasciné (2014)
- La plaie, H&O (2015)
- Les nuits de Williamsburg, Le Dilettante (2016)[7],[8],[9],[10]
- La France qui glande, couverture et illustrations de Stéphane Trapier, Milan (octobre 2017)
- Pour l'amour de... la Creuse, Éditions Magellan & Cie (avril 2019)
- Mon Avignon, Tsimtsoum (2022)
- La Bataille de Chypre, Tsimtsoum (2023)
- Le Péril Krickstein, Adam Kadmon (2023)
- En plein Chœur, Tsimtsoum (2023)
- Opération Châteauroux, Tsimtsoum (2023)
- Le Rabbin chantant, Adam Kadmon (2023)
- Saigon boy, Tsimtsoum (2024)
- Retour à Brighton, Adam Kadmon (2024)
- Soufre, Tsimtsoum (2024)
- Dysphorie, Adam Kadmon (2024)
- Les rabbins ne meurent jamais, Adam Kadmon (2025)
- Peyote blues, Tsimtsoum (2025)